# Roditti
Roditti (in sloveno Rodik, in tedesco Rodig) è un paese del Carsosloveno, a 575 metri s.l.m. ed a 4,9 chilometri dal confine italiano, frazione del comune di Erpelle-Cosina.
Sopra la collina di Ajdovščina sono stati ritrovati dei resti di un insediamento della tribù dei Rundictes. Essi appaiono in un'iscrizione, ritrovata nel vicino villaggio di Matteria (Materija), del periodo claudiano come parte di una disputa territoriale (vertente su un progetto per la costruzione di una strada che doveva attraversare il loro territorio) con il senatore Gaio Lecanio Basso (Gaius Laecanius Bassus), che oltre ai suoi possedimenti sulla costa istriana (Fasana e probabilmente anche le isole Brioni), possedeva un terreno in zona, molto probabilmente per pascolo, confinante con il territorio degli stessi Rundictes. Dal nome di questa tribù è derivato il toponimo.

## Storia
Dopo la caduta dell'Impero romano d'Occidente, e la parentesi del Regno ostrogoto fino al 539, in Istria si insediarono i bizantini che in seguito subirono la penetrazione temporanea nella penisola dei Longobardi.

Dopo una parentesi di dominazione longobarda dal 751 ad opera del loro re Astolfo, l'Istria tornò in mano bizantina dal 774.

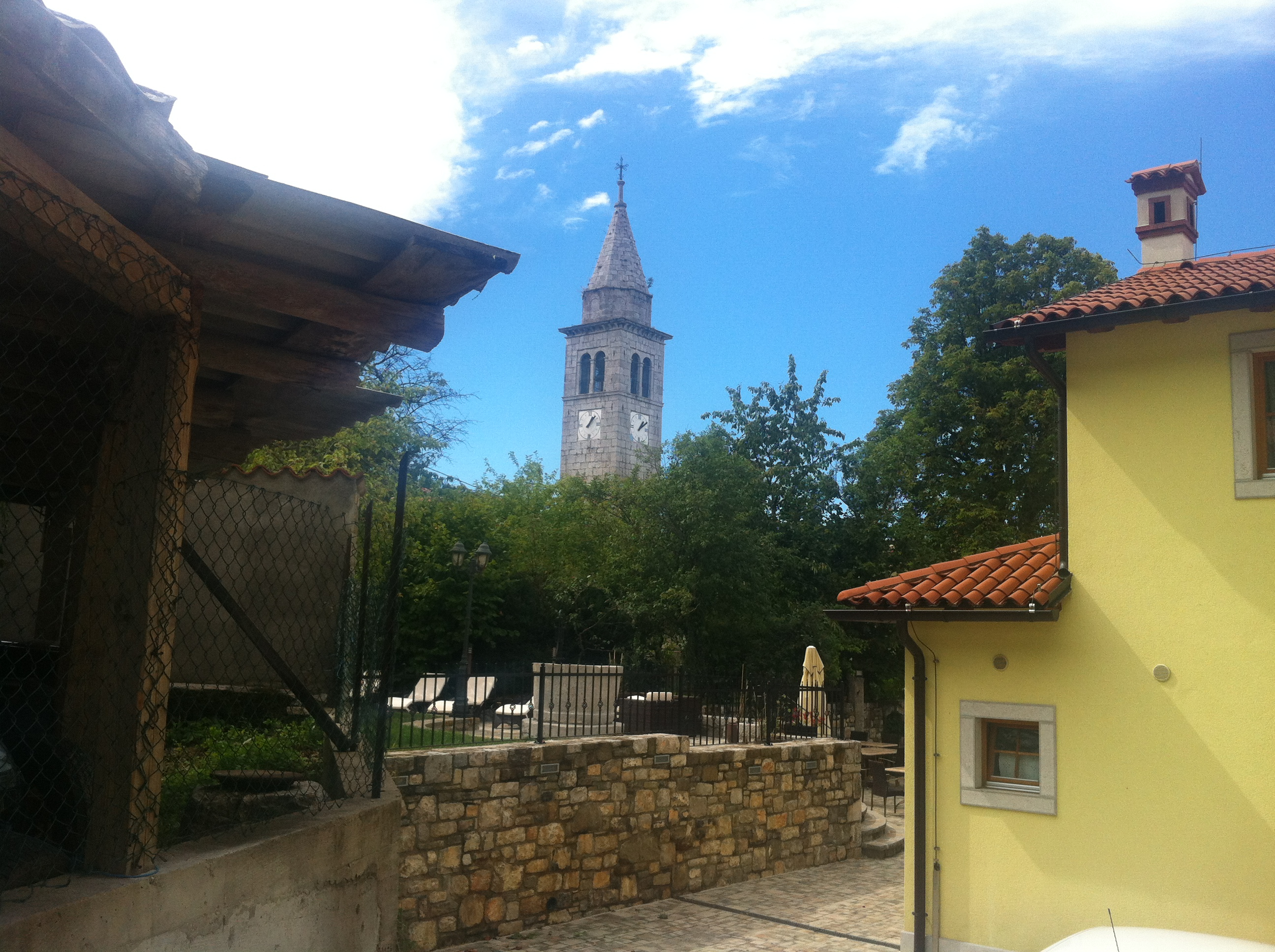
Roditti, centro

Nel 788 Carlo Magno, re dei Franchi, occupò l'Istria inglobandola nel Regnum Italiae e poi affidandola al figlio Pipino; nell'803 venne istituita la Marchia Austriae et Italiae che comprendeva il Friuli, la Carinzia, la Carniola e l'Istria. Alla morte di Pipino nell'810, il territorio passò in mano al figlio Bernardo.

Con la morte di Carlo Magno nell'814, la carica imperiale passò a Ludovico I che affidò il Regno d'Italia al suo primogenito Lotario, il quale già nell'828 (dopo aver deposto Baldrico, ultimo duca del Friuli, per non aver saputo difendere le frontiere orientali dagli Slavi) divise la parte orientale del Regno, ossia la Marca Orientale, in quattro contee: Verona, Friuli, Carniola e Istria (comprendente il Carso e parte della Carniola interna). Da allora le contee del Friuli e dell'Istria vennero conglobate nella nuova “marca d'Aquileia”, come parte del Regno d'Italia.
In seguito al Trattato di Verdun, nell'843, il suo territorio entrò a far parte della Lotaringia in mano a Lotario I e più specificatamente dall'846 della Marca del Friuli; dal 955 divenne bene allodiale dell'imperatore Ludovico II che restituì ai patriarchi d'Aquileia i diritti metropolitici sull'Istria, togliendoli alla chiesa di Grado.
Nel 952 l'imperatore Ottone I obbligò il re d'Italia Berengario II a rinunciare alle contee “Friuli et Istria”, unendole all'Impero romano-germanico e subordinandole al Ducato di Baviera tenuto dal suo fratellastro Enrico I a cui successe il figlio Enrico II. Nel 976 l'Istria passò al Ducato di Carinzia appena costituito dall'imperatore Ottone II.
L'Istria dal 1040, dopo la morte di Corrado II acquisì, grazie a Enrico III, lo status di Marchia et Comitatus Histriae come “provincia immediata e feudo diretto dell'impero” , venendo così tolta dalla dipendenza dei duchi di Carinzia.

Morto il marchese Urlico I, nel 1070 l'imperatore Enrico IV cedette il marchesato d'Istria a Marquardo III di Eppenstein; Marquardo III, aveva sposato Edvige o Haldemud, figlia di Wilpurga e Variento, duca del Friuli e signore di Gorizia, dal quale ereditò le signorie isontine.

L'attuale zona di Roditti fece parte della Diocesi di Trieste, allora esercitante potere temporale su buona parte della Cicceria e del solco di Castelnuovo; nel 1081 però la città di Trieste, e i suoi possedimenti feudali, venne incorporata nello Stato patriarcale.
Nel 1077 l'imperatore Enrico IV costituì il Principato ecclesiastico di Aquileia che ebbe influenza, mediante apposito diploma emesso lo stesso anno, anche sulla marca di Carniola e sulla contea dell'Istria.
Dopo la pace di Treviso (1291, che affidava la fascia costiera occidentale istriana alla crescente potenza della Serenissima), il suo territorio rimase in mani patriarcali ma al confine con i territori del comune di Trieste (che possedeva l'alta valle Risano e la zona dell'attuale Erpelle), al tempo nemico del patriarca; il territorio di Roditti in particolare fece parte della Signoria di Schwarzenegg, allora dominio dei Conti di Gorizia, in quanto "advocati" del patriarca, che acquisirono gradualmente una larga parte di tali territori, frazionati in feudi minori fra i loro ministeriali, i veri e propri strumenti di governo comitale sul Carso e l'Istria.
Dopo la Pace di Torino del 1381, suggellata dopo la fine della guerra tra i Genovesi e i Veneziani, anche il comune di Trieste, e così i suoi domini, rientrarono nei domini del Patriarcato di Aquileia.
Il 1420 segnò la fine del potere temporale dei patriarchi.
Passata agli Asburgo la Contea di Gorizia, nel 1512 con la riforma imperiale voluta da Massimiliano I, Roditti entrò a far parte della Provincia Austriaca del Sacro Romano Impero rimanendo sotto il Castello di Schwarzenegg, ora divenuto Capitanato distrettuale.
Col trattato di Schönbrunn del 1809 entrò a far parte delle Province Illiriche per rientrare poi in mano austriaca col Congresso di Vienna nel 1815 nel Regno d'Illiria come comune autonomo; passò in seguito sotto il profilo amministrativo al Litorale austriaco nel 1849 sempre come comune autonomo che comprendeva come sua frazione anche una parte dell'attuale Cosina.
Dopo la prima guerra mondiale fu annesso al Regno d’Italia e venne congiunto alla provincia di Gorizia. In seguito all'abolizione della stessa nel 1923, passò alla provincia di Trieste sempre come comune autonomo, ma cedendo la frazione di Cosina al nuovo comune di Erpelle-Cosina. Nel 1926 venne aggregato al comune di Nacla San Maurizio.
Fu soggetta alla Zona d'operazioni del Litorale adriatico (OZAK) tra il settembre 1943 e il maggio 1945. Fin dal giugno 1945, trovandosi a sud-est della Linea Morgan, entrò nella zona ad amministrazione jugoslava e a seguito del Trattato di Parigi nel 1947 definitivamente a far parte della Jugoslavia,; dal 1991 fa parte della Slovenia.

## Monti principali
Monte Polausce (Polanšček), 687 m; monte Ograda (Ograda), 701 m; Ajdovščina, 804 m.